# Joepie (Chirojeugd)
Joepie was een Belgisch nationaal tijdschrift voor de leden van Chirojeugd Vlaanderen in de leeftijdscategorie tot 12 jaar.
In de late jaren 60 onderging Chiro een transformatie, met nieuwe stijl en afdelingsnamen, wat leidde tot de oprichting van nieuwe tijdschriften. Het idee van een gezamenlijk tijdschrift voor alle afdelingen werd losgelaten en omwille van de gemengde werking hoefden de jongens en de meisjes geen aparte tijdschriften meer te hebben. Joepie, zoals Toptip en Krokant, ontstond als gevolg van de fusie tussen Lente en Trouw, respectievelijk de tijdschriften voor meisjes en jongens in de jaren 50 en 60.
Het eerste nummer van Joepie verscheen in januari 1971 en werd maandelijks uitgebracht. Na uitgave van 117 edities onderging het tijdschrift een naamsverandering en werd in september 1981 geïntroduceerd als Roezemoes voor kinderen van 6 tot 10 jaar en Haverklap voor de leeftijdsgroep 10 tot 12 jaar.
In Joepie was "Opa Wisseltje" een van de grote successen, met Wim Haazen als de drijvende kracht achter deze elf jaar durende rubriek. Kinderen konden in ruil voor een brief aan Opa ruilpunten, afbeeldingen, verhalen en tekeningen ontvangen.
Verantwoordelijke uitgever was achtereenvolgens Albert Peeters en Luce Stappaerts.